# Gertrude Blanch

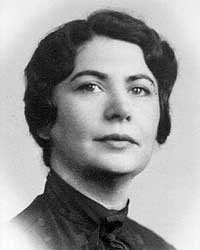
Gertrude Blanch op 38-jarige leeftijd.

Gertrude Blanch (Kolno, 2 februari 1897 – San Diego, 1 januari 1996) was een Amerikaans wiskundige. Zij verrichtte pionierswerk op het gebied van de numerieke wiskunde en de informatica. Daarnaast was zij van meet af aan een van de leiders van het Mathematical Tables Project in New York. Later werkte Blanch als assistent-directeur en vakgroepsleider Numerieke Wiskunde aan de Universiteit van Californië - Los Angeles. Ook werd ze hoofd van het wiskundeonderzoek voor het Aerospace Research Laboratory op Wright-Patterson Air Force Base in Dayton (Ohio).

## Jeugd
Bij haar geboorte in het destijds bij het Keizerrijk Rusland getrokken Poolse stadje Kolno, ontving de latere Gertrude Blanch de naam Gittel Kaimowitz. Haar moeder heette Dora Blanc, haar vader Wolfe Kaimowitz. Zij was de jongste in een gezin met zeven kinderen. Haar vader emigreerde naar de Verenigde Staten en in 1907 volgden Gittel, haar moeder en een zus hem naar New York.

## Opleiding

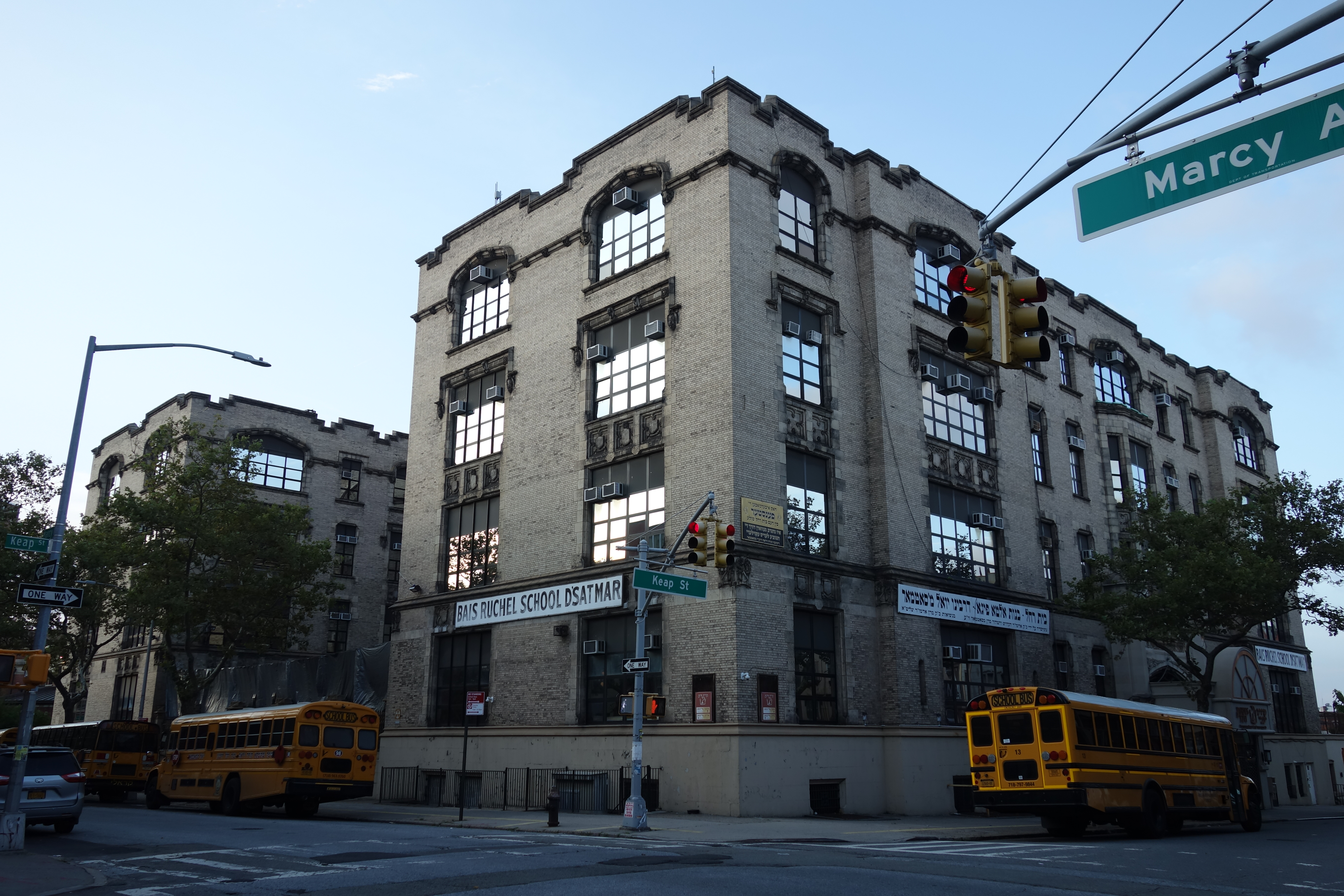
Eastern District High School aan Marcy Avenue in de stad New York

Zij ging naar de basisschool in Brooklyn en doorliep het middelbaar onderwijs aan de Eastern District High School, waar zij in 1914 haar diploma behaalde. In datzelfde jaar overleed haar vader en ging Gittel werken. Veertien jaar had zij kantoorbanen, maar zij spaarde in die periode om naar vervolgonderwijs te kunnen gaan. Haar voornaam had zij intussen veranderd in Gertrude en in 1921 was ze Amerikaans staatsburger geworden. In 1927 overleed haar moeder. Daarna schreef Gertrude Kaimowitz zich in aan een avondschool aan Washington Square College, onderdeel van de New York-universiteit. Vijf jaar later behaalde zij daar haar BSc-graad in wiskunde, met natuurkunde als bijvak, en veranderde haar achternaam in Blanch. Gertrude Blanch was lid van het eregezelschap Phi Beta Kappa. Drie jaar later promoveerde zij in de algebraïsche meetkunde op de dissertatie Properties of the Veneroni Transformation in S4 aan de Cornell-universiteit in Ithaca (New York). Haar begeleider was Virgil Snyder.

## Carrière

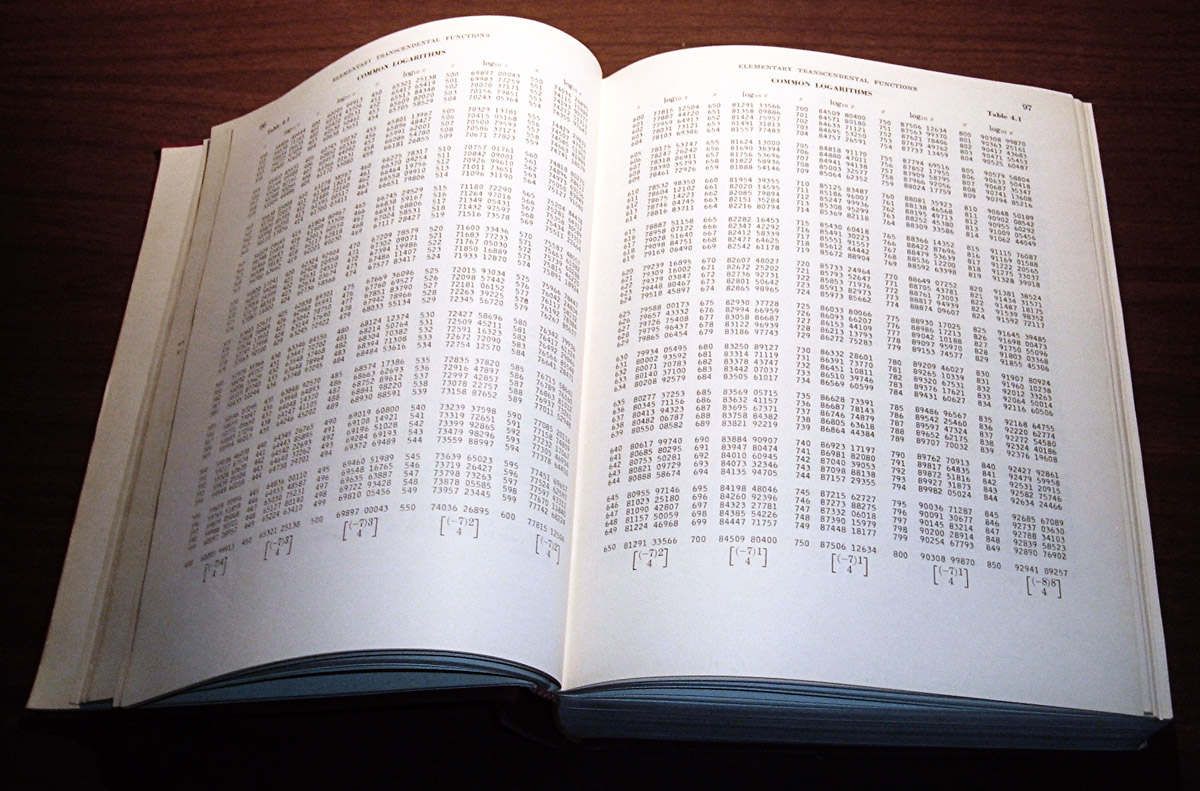
Logaritmes uitgewerkt in het Handbook of Mathematical Functions (US GPO, 1964) geschreven door Milton Abramowitz en Irene Stegun (oud-medewerker van Blanch).

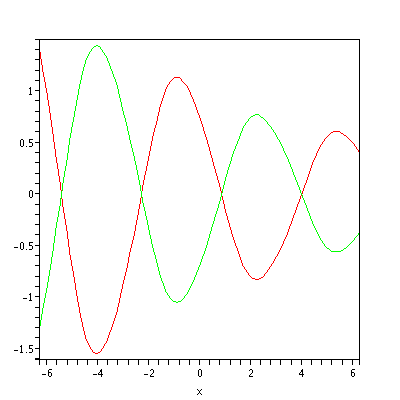
Een Floquet oplossing van een Matthieuvergelijking. Rood: reëel deel, groen: complex deel.

Eerst verving zij een collega als bijlesdocent aan Hunter College en vervolgens werkte zij als boekhouder. In 1938 werd ze Director of Mathematics en Manager of Computation bij het Mathematical Tables Project in New York. Dit project ressorteerde onder de Works Progress Administration (WPA). Haar taak was om algoritmen te ontwerpen die onder haar toezicht werden uitgevoerd door 450 rekenaars, ‘computers’. Vele rekenaars hadden maar beperkte rekenvaardigheden, maar de algoritmen met foutcontrole waren zo goed, dat de uitkomsten decennia lang de standaard vormden voor oplossingen van transcendente functies. Dit project werd later het Computation Laboratory of the National Bureau of Standards.
Blanch bleef voor Mathematical Tables Project werken, dat toen de WPA in 1942 werd opgeheven zelfstandig verder ging. Tijdens de Tweede Wereldoorlog opereerde het als voornaamste rekencentrum van de Amerikaanse regering. Tot de diensten waarvoor het berekeningen uitvoerde, behoorden het Office for Scientific Research and Development (Bureau voor Wetenschappelijk Onderzoek en Ontwikkeling), het leger (ballistische berekeningen), de marine (navigatietabellen) en het Manhattanproject. Gertrude Blanch bleef haar team gedurende de oorlogsjaren leiden.
Na de oorlog trad zij toe tot de Universiteit van Californië - Los Angeles, als assistent directeur en leider van de vakgroep Numerieke Wiskunde, gelieerd aan het Institute for Numerical Analysis. Vanaf mei 1948 was zij lid van de Association for Computing Machinery.

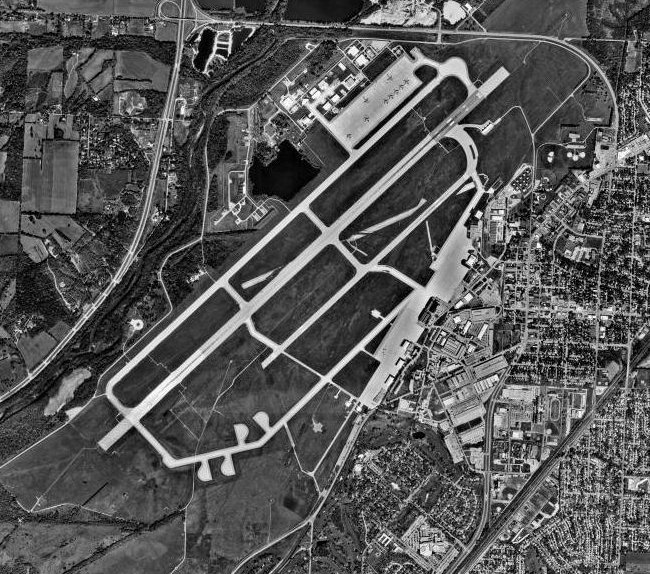
Wright-Patterson Air Force Base in 2000

Onder het Mccarthyisme werd haar carrière gehinderd door de verdenking van de FBI, dat Blanch een heimelijke communiste zou zijn,  waarschijnlijk omdat haar zuster lid was van de Communistische Partij van de Verenigde Staten en zijzelf alleenstaand was zonder kinderen. In een door haar geëiste hoorzitting wist zij met verve haar naam te zuiveren.
Het  Institute for Numerical Analysis werd in 1954 gesloten en Gertrude Blanch ging werken voor de Electrodata Corporation in Pasadena. Nadien verruilde ze die firma voor het Aerospace Research Laboratory op de Wright-Patterson Air Force Base in Dayton, waar zij werkte aan Mathieu-functies. Daar sloot zij in 1967 haar carrière af. Na haar pensionering werd Blanch door de Ohio State University als consultant ingehuurd. Na afloop van haar contract keerde zij in 1970 terug naar Californië.

## Onderscheidingen
Gertrude Blanch vielen de volgende eerbetuigingen te beurt.
- Federal Woman's Award (1964)[11]
- Fellow van de American Association for the Advancement of Science (1962)[11]
- opgenomen in de Portrettengalerij van het National Institute of Standards and Technology (2017)[12]

## Oordeel
Gertrude Blanch kan worden gezien als enerzijds de laatste en belangrijkste leider van de menselijke ‘computers’ (rekenaars), of anderzijds als een van de eerste numeriek wiskundigen voor elektronische computers.— David Grier